# Campionatul European de Volei Feminin din 1951
Campionatul European de Volei Feminin din 1951 a fost a treia ediție a Campionatului European de Volei organizată de CEV. A fost găzduită de Paris, Franța din 12 până în 21 septembrie 1951.

## Echipe
| - Franța - Italia - Iugoslavia - Țările de Jos - Ungaria - Uniunea Sovietică |

## Tur preliminar

### Componența grupelor
| Grupa A - Franța - Țările de Jos - Uniunea Sovietică | Grupa B - Italia - Polonia - Iugoslavia |

### Grupa A
| Echipa            | P | M | V | Î | SC | SP | Ratio | PP | PÎ | Ratio |
| ----------------- | - | - | - | - | -- | -- | ----- | -- | -- | ----- |
| Uniunea Sovietică | 4 | 2 | 2 | 0 | 6  | 0  | MAX   | 90 | 25 | 3,600 |
| Franța            | 2 | 2 | 1 | 1 | 3  | 3  | 1,000 | 54 | 67 | 0,806 |
| Țările de Jos     | 0 | 0 | 0 | 2 | 0  | 6  | 0,0   | 38 | 90 | 0,422 |

### Grupa B
| Echipa     | P | M | V | Î | SC | SP | Ratio | PP  | PÎ | Ratio |
| ---------- | - | - | - | - | -- | -- | ----- | --- | -- | ----- |
| Polonia    | 4 | 2 | 2 | 0 | 6  | 1  | MAX   | 103 | 51 | 2,020 |
| Iugoslavia | 2 | 2 | 1 | 1 | 4  | 3  | 1,333 | 87  | 76 | 1,145 |
| Italia     | 0 | 0 | 0 | 2 | 0  | 6  | 0,000 | 27  | 90 | 0,300 |

## Faza finală

### Grupa Finală
| Echipa            | P | M | V | Î | SC | SP | Ratio | PP  | PÎ  | Ratio |
| ----------------- | - | - | - | - | -- | -- | ----- | --- | --- | ----- |
| Uniunea Sovietică | 6 | 3 | 3 | 0 | 9  | 0  | MAX   | 90  | 33  | 2,727 |
| Polonia           | 4 | 3 | 2 | 1 | 6  | 3  | 2,000 | 114 | 107 | 1,065 |
| Iugoslavia        | 2 | 3 | 1 | 2 | 3  | 6  | 0,500 | 85  | 123 | 0,691 |
| Franța            | 0 | 3 | 0 | 3 | 0  | 9  | 0,000 | 66  | 137 | 0,482 |

## Clasamentul final
| Loc | Echipă            |
| --- | ----------------- |
| 1   | Uniunea Sovietică |
| 2   | Polonia           |
| 3   | Iugoslavia        |
| 4.  | Franța            |
| 5.  | Țările de Jos     |
| 6.  | Italia            |

| Campionatul European de Volei Feminin din 1951 Uniunea Sovietică Al treilea titlu |